# Joel Aguilar
Joel Antonio Aguilar Chicas (ur. 2 lipca 1975 w San Salvador) - salwadorski sędzia piłkarski konfederacji CONCACAF. Od 2001 roku jest sędzią międzynarodowym FIFA.
Został wybrany jako arbiter w 2007 r. w mistrzostwach FIFA do lat dwudziestu FIFA U-20 World Cup w Kanadzie, gdzie sędziował mecze pomiędzy USA i Koreą Południową 30 czerwca 2007 r., Nową Zelandią i Gambią 5 lipca 2007 r. i na meczu Austrii i Chile 08 lipca 2007.
Został wybrany jako jeden z sędziów na FIFA World Cup 2010. Jest jak dotąd jedynym sędzią z Salwadoru, wybranym do imprezy tej rangi, jest też najmłodszym sędzią wybranym na Mistrzostwa w RPA.

## Sędziowane mecze Pucharu Konfederacji 2013
| Mecz                | Data       | Miejsce                          | Runda        | Wynik | Żółta kartka | Czerwona kartka |
| ------------------- | ---------- | -------------------------------- | ------------ | ----- | ------------ | --------------- |
| Tahiti – Nigeria    | 17.06.2013 | Estádio Mineirão, Belo Horizonte | Faza grupowa | 1:6   | 1            | 0               |
| Nigeria – Hiszpania | 23.06.2013 | Castelão, Fortaleza              | Faza grupowa | 0:3   | 0            | 0               |

## Sędziowane mecze Mistrzostw Świata 2014
| Mecz                             | Data       | Miejsce                  | Runda        | Wynik | Żółta kartka | Czerwona kartka |
| -------------------------------- | ---------- | ------------------------ | ------------ | ----- | ------------ | --------------- |
| Argentyna – Bośnia i Hercegowina | 15.06.2014 | Maracanã, Rio de Janeiro | Faza grupowa | 2:1   | 2            | 0               |
| Japonia – Grecja                 | 20.06.2014 | Arena das Dunas, Natal   | Faza grupowa | 0:0   | 5            | 1               |

## Sędziowane mecze Mistrzostw Świata 2018
| Mecz                       | Data       | Miejsce                          | Runda        | Wynik | Żółta kartka | Czerwona kartka |
| -------------------------- | ---------- | -------------------------------- | ------------ | ----- | ------------ | --------------- |
| Szwecja – Korea Południowa | 18.06.2018 | Stadion Striełka, Niżny Nowogród | Faza grupowa | 1:0   | 3            | 0               |